# Liste de personnalités de l'Essonne
Article principal : Essonne
Cette liste présente des personnes célèbres nées, décédées, vivant ou ayant vécu sur le territoire de l'actuel département de l'Essonne.

## Artistes

### Acteurs de cinéma et de théâtre
- Alain Delon à vécu son enfance dans une pension catholique à Igny
- Anna Chéri, décédée à Étampes
- Evelyne Bouix, née à Yerres
- François-Joseph Talma, vécut à Brunoy
- Germaine Kerjean décédée à Viry-Châtillon
- Guillaume Perrot, né à Évry
- Henri Guybet, Bouray-sur-Juine
- Kad Merad, Ris-Orangis
- Lino Ventura, enterré au Val-Saint-Germain
- Marie Claveau décédée à Dourdan
- Michel Melki, Évry
- Micheline Luccioni, née à Palaiseau
- Michel Serrault, est né à Brunoy
- Noémie Lenoir, Les Ulis
- Rose Chéri, née à Étampes
- Sandrine Bonnaire, a vécu à La Grande Borne (Grigny)

### Réalisateurs
- Michel Audiard, décédé à Dourdan où il vécut la fin de sa vie.
- Jean-Jacques Annaud, né à Juvisy-sur-Orge
- Luis Buñuel, y a souvent tourné des films, notamment Le Charme discret de la bourgeoisie ou encore Le Journal d'une femme de chambre
- Andrei Tarkovsky célèbre réalisateur soviétique qui est inhumé au Cimetière russe de Sainte-Geneviève-des-Bois

### Dessinateurs
- Christian Binet (Étampes)

### Humoristes
- Patson, (Évry)
- Pierre Dupont, chansonnier et poète (Cheptainville)
- Gilles Corre, dit Erroc, scénariste de la BD "Les Profs" (Igny)
- Panayotis Pascot, humoriste (a résidé à Bondoufle)

### Peintres
- Tsugouharu Foujita avait un atelier à Villiers-le-Bâcle
- Auguste Bigand, né à Champlan
- Nicolas Vial, (Dourdan)
- Gustave Caillebotte, la maison et le parc qu'il possédait à Yerres sont aujourd'hui propriété communale et le parc est ouvert au public.
- Maurice Eliot et sa sœur Jeanne Eliot vécurent à Épinay-sous-Sénart

## Écrivains
- Jacques Audiberti (Palaiseau)
- Pierre Béarn (Montlhéry)
- Jacques-Henri Bernardin de Saint-Pierre (Corbeil-Essonnes)
- Jean-Louis Bory (Étampes, Méréville)
- Jacques de Bourbon Busset (Ballancourt-sur-Essonne)
- Louis-Charles Caigniez (Palaiseau)
- Laurence Catinot-Crost (Athis-Mons)
- Jean-Jacques Rousseau (Marcoussis)
- Jean Cocteau (Milly-la-Forêt)
- Sophie Cottin (Champlan)
- Michel Crépu (Étampes)
- Abel Dufresne (Étampes)
- Patrice Duvic (Orsay)
- Paul Fort (Montlhéry)
- Jean de La Bruyère (Saulx-les-Chartreux)
- Denis Langlois (Étréchy, Étampes)
- Charles Péguy (Palaiseau)
- Jean-François Regnard (Dourdan)
- George Sand (Palaiseau)
- Amable Tastu (Palaiseau)
- Patrick Lapeyre
- Louise de Vilmorin (Verrières-le-Buisson)

## Musiciens

### Compositeurs
- Adolphe Adam
- Marcel Delannoy, né à La Ferté-Alais
- Ibrahim Maalouf, d'origine libanaise, il grandit à Étampes
- Christophe Sirchis, du groupe Indochine, né à Champlan

### Chanteurs
- Alkpote :Évry
- Bénabar : Saintry-sur-Seine
- Béné : Cité des Tarterêts à Corbeil-Essonnes et de Vigneux-sur-Seine
- Bilal Hassani : Les Ulis
- Bolémvn : Évry
- Bramsito : Brétigny sur Orge
- Claude François, enterré à Dannemois, où il possédait un moulin.
- Diam's : Les Ulis - Orsay - Massy - Brunoy
- Disiz : Évry
- Filip Nikolic enterré à Longjumeau
- F430 originaire de la Cité des Tarterêts à Corbeil-Essonnes
- Gambino La MG : Les Ulis
- Koba LaD : Évry
- Luv Resval : Mennecy
- Marc Lavoine né à Longjumeau
- MIG : Sainte-Geneviève-des-Bois
- MMZ : originaire de la Cité des Tarterêts à Corbeil-Essonnes
- Ninho : Yerres 91330
- Niska : Évry
- Ol Kainry : Courcouronnes
- PNL: Corbeil-Essonnes
- Ronisia : Grigny
- Sinik : Les Ulis
- Till Fechner a vécu à Saclay.
- Wejdene : Brunoy
- Yaro : Yerres
- Ziak : Évry
- Zola : Évry

## Danseurs
- Karine Saporta, (Évry)
- Rudolf Noureev, (Sainte Geneviève des Bois)

## Personnalités politiques
- Serge Dassault : Ancien Maire de Corbeil-Essonnes, Sénateur de l'Essonne et Industriel
- Julien Dray : Député de la Dixième circonscription de l'Essonne [1]
- Nicolas Dupont-Aignan : Maire d'Yerres [2]
- Nathalie Kosciusko-Morizet : Maire de Longjumeau 22 mars – 25 février 2013 et Ministre
- Manuel Valls : Maire d'Évry [3] et Ministre de l'Intérieur
- Jean-Pierre Bechter : Maire de Corbeil-Essonnes
- François Durovray, Président du Conseil départemental de l'Essonne
- Robin Reda, Député de la Septième circonscription de l'Essonne[4]
- Oswald Mosley représentant du Nazisme au Royaume-Uni, est mort à Orsay

### Ministres et secrétaires d’État
Le département de l’Essonne a donné plusieurs personnalités politiques d’envergure nationale, parmi lesquelles des membres de gouvernement.
Par ordre chronologique : 
- Léo Hamon, secrétaire d'État de la Participation et de l’Intéressement dans le gouvernement Chaban-Delmas en 1972 ;
- Jacques Guyard, secrétaire d’État chargé de l’Enseignement technique dans le gouvernement Cresson de 1991 à 1992 ;
- Marie-Noëlle Lienemann, ministre délégué au Logement et au Cadre de vie dans le gouvernement Bérégovoy de 1992 à 1993 ;
- Jean de Boishue, secrétaire d’État chargé de l’Enseignement supérieur dans le gouvernement Juppé I en 1995 ;
- Jean-Luc Mélenchon, ministre délégué à l’Enseignement professionnel dans le gouvernement Jospin de 2000 à 2002 ;
- Pierre-André Wiltzer, ministre délégué à la Coopération et à la Francophonie dans le gouvernement Raffarin II de 2002 à 2004 ;
- Nathalie Kosciusko-Morizet, secrétaire d’État chargée de l’Écologie puis chargée de la Prospective et du Développement de l’Économie numérique dans le gouvernement Fillon II de 2007 à 2010 puis ministre de l’Écologie, du Développement durable, des Transports et Logement dans le gouvernement Fillon III de 2010 à 2012 ;
- Georges Tron, secrétaire d’État chargé de la Fonction publique dans le gouvernement Fillon II de 2010 à 2011 ;
- François Lamy, ministre délégué à la Ville dans les gouvernements Ayrault I et II depuis 2012 ;
- Manuel Valls, ministre de l’Intérieur dans les gouvernements Ayrault I et II depuis 2012.

### Présidents du conseil général
| Période | Période  | Identité          | Étiquette | Qualité                    |
| ------- | -------- | ----------------- | --------- | -------------------------- |
| 1967    | 1976     | Pierre Prost      | DVD       | Sénateur                   |
| 1976    | 1982     | Robert Lakota     | PCF       |                            |
| 1982    | 1988     | Jean Simonin      | RPR       | Sénateur                   |
| 1988    | 1998     | Xavier Dugoin     | RPR       | Maire de Mennecy, Sénateur |
| 1998    | 2011     | Michel Berson     | PS        |                            |
| 2011    | 2015     | Jérôme Guedj      | PS        | Député                     |
| 2015    | En cours | François Durovray | LR        |                            |

## Scientifiques
- Albert Fert (Orsay) [5]

- Pierre-Gilles de Gennes, Prix Nobel de physique en 1991, professeur titulaire à Orsay - Université Paris-Sud 11.
- Jean-Étienne Guettard (Étampes)
- Étienne Geoffroy Saint-Hilaire (Étampes)
- Nicolas Appert décédé à Massy

## Sportifs

### Athlétisme
- David Sombé, (Palaiseau)
- Daniel Sangouma, (Les Ulis)
- Jean-Charles Trouabal, (Les Ulis)
- Ladji Doucouré, (Juvisy)

### Basketball
- Jerry Boutsiele, (Courcouronnes)
- Sarah Michel, (Ris Orangis)

### Cyclisme
- Kenny Elissonde, (Longjumeau)

### Football
- Aliou Cissé, (Grigny)
- Allan Saint-Maximin, (Verrières-le-Buisson, Ris-Orangis)
- Anthony Martial, (Massy, Les Ulis)
- Benjamin Mendy, (Longjumeau, Palaiseau)
- Elisa De Almeida, (Épinay-sur-Orge)
- Flavien Tait, (Longjumeau)
- Ibrahima Tandia, (Longjumeau, Massy)
- Jean-Alain Boumsong, (Palaiseau)
- Jérémy Ménez, (Longjumeau)
- Johan Martial, (Massy, Les Ulis)
- Jonathan Zebina, (Palaiseau)
- Grégory Sertic, (Brétigny-sur-Orge)
- Mehdi Benatia, (Courcouronnes)
- Moussa Sylla, (Étampes)
- Moussa Marega, (Les Ulis)
- Patrice Évra, (Les Ulis)
- Paul Bernardoni, (Évry)
- Paul-Georges Ntep, (Ris-Orangis)
- Mylan Toty (Yerres)
- Rudi Garcia, (Corbeil-Essonnes)
- Sébastien Haller, (Ris-Orangis, Vigneux-sur-Seine, Brétigny-sur-Orge)
- Tanguy Coulibaly, (Palaiseau)
- Tanguy Ndombele, (Épinay-sous-Sénart)
- Thierry Henry, (Les Ulis)
- Tristan Dingomé, (Les Ulis)
- Walid Regragui, (Corbeil-Essonnes)
- Yaya Sanogo, (Massy, Les Ulis)

### Parkour
- David Belle, (Lisses)
- Sébastien Foucan, (Lisses)

### Rugby
- Adrien Plante, (Longjumeau)
- Djibril Camara, (Juvisy)
- Franck Belot, (Athis-Mons)
- Ibrahim Diarra, (Viry-Châtillon)
- Romain Millo-Chluski, (Ris-Orangis)
- Stephane Weller, (Juvisy)

## Divers
- Noémie Lenoir (Les Ulis)

### Criminels
Yoni Palmier surnommé le «tueur de l'Essonne»

## Sources
1. ↑  Fiche Julien Dray sur le site de  l'Assemblée Nationale
2. ↑  Fiche Nicolas Dupont-Aignan sur le site de l'Assemblée Nationale
3. ↑  Fiche Manuel Valls sur le site de l'Assemblée Nationale
4. ↑  « M. Robin Reda - Essonne (7e circonscription) - Assemblée nationale », sur www2.assemblee-nationale.fr (consulté le 29 décembre 2021)
5. ↑  présentation d'Albert Fert sur le site du CNRS (en Anglais)